# Trappe (Maryland)
Trappe és una població dels Estats Units a l'estat de Maryland. Segons el cens del 2000 tenia 1.146 habitants.

## Demografia
Segons el cens del 2000, Trappe tenia 1.146 habitants, 425 habitatges, i 328 famílies. La densitat de població era de 533,1 habitants per km².
Dels 425 habitatges en un 41,4% hi vivien nens de menys de 18 anys, en un 57,2% hi vivien parelles casades, en un 15,1% dones solteres, i en un 22,6% no eren unitats familiars. En el 16,2% dels habitatges hi vivien persones soles el 7,1% de les quals corresponia a persones de 65 anys o més que vivien soles. El nombre mitjà de persones vivint en cada habitatge era de 2,7 i el nombre mitjà de persones que vivien en cada família era de 2,95.
Per edats la població es repartia de la següent manera: un 28,8% tenia menys de 18 anys, un 6,7% entre 18 i 24, un 32,5% entre 25 i 44, un 22% de 45 a 60 i un 10% 65 anys o més.
L'edat mediana era de 34 anys. Per cada 100 dones de 18 o més anys hi havia 84,2 homes.
La renda mediana per habitatge era de 40.625 $ i la renda mediana per família de 42.188 $. Els homes tenien una renda mediana de 30.398 $ mentre que les dones 26.302 $. La renda per capita de la població era de 17.451 $. Entorn del 9,6% de les famílies i el 9,7% de la població estaven per davall del llindar de pobresa.

## Poblacions més properes
El següent diagrama mostra les poblacions més properes.